# كنغزغروف
كنغزغروف هي إحدى ضواحي جنوب سيدني، نيوساوث ويلز، أستراليا. تقع كنغزغروف على بعد 13 كيلومترًا (8.1 ميل) جنوب غرب منطقة الأعمال المركزية في سيدني ويقع عبر مناطق الحكومة المحلية في مدينة كانتربري بانكستاون ومجلس بايسايد ومجلس نهر جورج.

## الديموغرافيا
كان عدد سكان كنغزغروف 12,881 شخصًا في تعداد 2021. 56.6٪ منهم ولدوا في أستراليا تليها الصين 7.9٪، اليونان 5.2٪، لبنان 2.5٪، فيتنام 2.2٪ وإيطاليا 1.9٪.
40.8٪ من الناس يتحدثون الإنجليزية فقط في المنزل. وشملت اللغات الأخرى التي يتحدث بها في المنزل هي اليونانية 15.3٪ والكانتونية 7.9٪ والماندرين 6.8٪ والعربية 6.8٪ والإيطالية 2.9٪. كانت الانتمائات الدينية كالتالي الكاثوليكية (26.6٪)، الأرثوذكسية (22.6٪)، لادينية، 20.1٪، الإسلام 7.3٪ وغير معرف 4.9٪.

## السكان البارزين
- اليكس بيري - مصمم أزياء وشخصية تلفزيونية[7]
- كريس كاهيل - لاعب كرة قدم